# Kernkraftwerk Lufeng
Das Kernkraftwerk Lufeng ist ein in Bau befindliches Kernkraftwerk in der kreisfreien Stadt Lufeng, bezirksfreie Stadt Shanwei, Provinz Guangdong, Volksrepublik China, das am Südchinesischen Meer liegt. Mit Stand August 2023 sind zwei Reaktorblöcke mit einer installierten Leistung von zusammen 2,4 GW in Bau. Im Endausbau soll das Kraftwerk aus sechs Blöcken bestehen.
Der Ausbau des Kernkraftwerkes ist Teil des 14. Fünfjahresplans der staatlichen Kommission für Entwicklung und Reform (NDRC) mit dem Ziel, den Anteil der fossilen Energieträger bei der Gewinnung von elektrischer Energie zu reduzieren.

## Geschichte
Die Errichtung der Reaktorblöcke 1 bis 4 vom Typ CAP1000 wurde bereits durch die Staatliche Kommission für Entwicklung und Reform genehmigt; die Zustimmung durch den Staatsrat der Volksrepublik China steht für diese Blöcke jedoch noch aus. Im April 2022 gab der Staatsrat seine Zustimmung zum Bau der beiden Reaktorblöcke 5 und 6. Mit dem Bau von Block 5 wurde offiziell am 8. September 2022 begonnen.

## Phase 1

### Block 5
Der Block 5 verfügt über einen Druckwasserreaktor (DWR) vom Typ HPR1000 mit einer Nettoleistung von 1116 MWe und einer Bruttoleistung von 1200 MWe; seine thermische Leistung liegt bei 3180 MWt.
Mit dem Bau von Block 5 wurde am 8. September 2022 begonnen.

### Block 6
Der Block 6 verfügt über einen DWR vom Typ HPR1000 mit einer Nettoleistung von 1116 MWe und einer Bruttoleistung von 1200 MWe; seine thermische Leistung liegt bei 3180 MWt.
Mit dem Bau von Block 6 wurde am 26. August 2023 begonnen.

## Phase 2
Nach einer ersten Bauphase, mit Tiefbaumaßnahmen, dem Einbau der Kühlwasserrohre und der Errichtung von Teilen der nicht-nuklearen Baukörper, wurde der Weiterbau zugunsten von Block 5 und 6 vorübergehend eingestellt. Im August 2024 gab dann der Staatsrat seine Zustimmung zum Bau der beiden Reaktorblöcke 1 und 2.

## Eigentümer
Die zwei Blöcke des Kernkraftwerks sind im Besitz  der CGN Lufeng Nuclear Power Co., Ltd und werden auch von der CGN Lufeng Nuclear Power Co., Ltd betrieben.

## Daten der Reaktorblöcke
Das Kernkraftwerk Lufeng hat zwei Blöcke in Bau, zwei weitere wurden genehmigt (Quelle: IAEA, Stand: August 2024):
| Block | Reaktortyp | Modell  | Status    | Netto- leistung in MWe | Brutto- leistung in MWe | Therm. Leistung in MWt | Baubeginn  | Erste Kritikalität | Erste Netzsyn- chronisation | Kommer- zieller Betrieb | Abschal- tung | Einspeisung in TWh |
| ----- | ---------- | ------- | --------- | ---------------------- | ----------------------- | ---------------------- | ---------- | ------------------ | --------------------------- | ----------------------- | ------------- | ------------------ |
| 1     | PWR        | CAP1000 | genehmigt | 1150                   | 1250                    | 3400                   | –          | –                  | –                           | –                       | –             | –                  |
| 2     | PWR        | CAP1000 | genehmigt | 1150                   | 1250                    | 3400                   | –          | –                  | –                           | –                       | –             | –                  |
| 5     | PWR        | HPR1000 | In Bau    | 1116                   | 1200                    | 3180                   | 08.09.2022 | –                  | –                           | –                       | –             | –                  |
| 6     | PWR        | HPR1000 | In Bau    | 1116                   | 1200                    | 3180                   | 26.08.2023 | –                  | –                           | –                       | –             | –                  |